# Котёневка
Котенёвка — село  Старооскольском городском округе Белгородской области России. Входит в Долгополянскую сельскую территорию. В связи с разработкой и расширением Стойленского карьера и добычи кварцитов, примыкающего к населённому пункту, население сокращается.

## Название
Название возникло по фамилии помещика, который владел деревней.

## История
Впервые упоминается в документах за 1615 год, как «деревня Котенёва» и «помещик в ней Микита Клементьев сын Котенев».  
В начале 1900-х Котенёвка входит в состав Старооскольского уезда Долгополянской волости. 
По данным перепеси, на момент 1907 года в деревне проживало  976 жителей (527 муж. и 449 жен.). В деревне имелась школа, обучалось 34 ученика.  
К 1916 году была построена новая школа на 48 учащихся. 
В деревне имелась ветряная мельница, принадлежавшая крестьянину Ефрему Никитичу Котенёву.
С июля 1928 года Котенёвка вошла в состав в Верхне-Чуфичевского сельсовета только что образованного Старооскольского района.
На момент 1932 года здесь проживало 1130 жителей.

## Население
| 2002 | 2010 |
| ---- | ---- |
| 152  | ↗200 |

### Историческая численность населения
В 1907 году в селе насчитывалось 976 жителей. В 1932 году в Котенёвке - 1130 жителей. В январе 1979 года в селе Котенёвка оставалось 384 жителя, через десять лет – 226 (104 муж., 122 жен.). В 1997 г. Котеневке насчитывалось 94 домовладения и 222 жителя.

## Инфраструктура
Личное подсобное хозяйство с зоной сельскохозяйственного использования, индивидуальная застройка усадебного типа.

## Транспорт
Село доступно автотранспортом. 